# Бурков, Александр Леонидович
Алекса́ндр Леони́дович Бу́рков (род. 23 апреля 1967, Кушва, Свердловская область, РСФСР, СССР) —
российский политик. Губернатор Омской области с 14 сентября 2018 по 29 марта 2023 (временно исполняющий обязанности губернатора Омской области с 9 октября 2017 по 14 сентября 2018). Член Президиума Центрального совета партии «Справедливая Россия».
Депутат Государственной думы V, VI и VII созывов (2007—2017), до 2017 года — председатель Свердловского регионального отделения политической партии «Справедливая Россия», член и первый заместитель председателя фракции «Справедливая Россия».

## Биография
По окончании средней школы поступил на теплоэнергетический факультет Уральского политехнического института им. С. М. Кирова. В 1989 году получил диплом инженера-теплоэнергетика.
1989—1991 — инженер во Всероссийском фонде культуры.
С 1991 года стал сотрудником туристического кооператива «Малахит» (впоследствии East Line), который возглавлял уральский предприниматель Антон Баков, окончивший тот же вуз. Далее Баков и Бурков вместе пошли в политику, что описывается в вышедшей в 2014 г. документальной книге писателя Алексея Иванова «Ёбург».
В начале 1990-х годов оба работали в Москве в Рабочем центре экономических реформ при Правительстве России.

### Депутат Свердловской областной думы
В 1994 году Бурков избран депутатом Свердловской областной думы по Серовскому округу от ПРЕС. В 1995 году, после выборов губернатора Свердловской области, назначен на должность заместителя председателя Правительства Свердловской области — председателя Комитета по управлению государственным имуществом Свердловской области.
В 1998 году избран депутатом Палаты представителей Законодательного собрания Свердловской области по Кушвинскому округу. В этом же году избран председателем общественной организации «Промышленный парламент Свердловской области». В апреле 1999 года избран председателем областного Совета движения трудящихся за социальные гарантии «Май», созданного Баковым.
Также в 1998 году получил в Институте экономики УрО РАН учёную степень кандидата экономических наук за диссертацию «Институциональные факторы эффективного реформирования отношений собственности».
В 1999 году участвовал в выборах губернатора Свердловской области, вышел во второй тур выборов. В октябре 1999 году стал лидером избирательного блока «Мир, Труд, Май», принявшего участие в выборах в Государственную Думу III созыва.

### Депутат заксобрания Свердловской области
В 2000 году по результатам голосования по партийным спискам стал депутатом Областной думы Законодательного собрания Свердловской области от движения трудящихся за социальные гарантии «Май».
К 2003 году Баков перестаёт играть былую роль «политического покровителя» Буркова, пути соратников разошлись сначала на региональном, а затем и на федеральном уровне. Баков фактически ушёл к правым, став одним из ключевых политтехнологов Союза правых сил. Бурков продолжил деятельность среди левых социалистов — возглавил «Союз бюджетников Урала» на выборах в Облдуму (переизбран в 2004 году), а затем как лидер регионального отделения «Справедливой России» дважды становился депутатом Государственной Думы РФ.
В партию «Справедливая Россия: Родина/Пенсионеры/Жизнь» перешёл в 2007 году и был назначен секретарём бюро совета свердловского регионального отделения.

### Депутат Госдумы
2 декабря 2007 года избран депутатом Государственной Думы V созыва, член комитета по транспорту. После того как «Справедливую Россию» вообще и свердловское отделение в частности покинули сперва Евгений Ройзман (в октябре 2007 года, незадолго до выборов в Госдуму), а затем Яков Невелев, Бурков в июле 2008 года был избран председателем свердловского отделения партии. В июне 2010 года переизбран. В апреле 2011 года на V съезде «Справедливой России» в Москве избран в состав президиума центрального совета партии.
В 2010 году «Справедливая Россия» Свердловской области, возглавляемая Бурковым, участвуя в выборах депутатов Законодательного собрания Свердловской области по партийным спискам, заняла третье место, набрав 19,30 %. Это был лучший результат справороссов по России.
В декабре 2011 года Александр Бурков участвовал в выборах в Государственную думу 5 созыва и в Законодательное собрание Свердловской области. Региональное отделение партии Справедливая Россия получило в областном Законодательном собрании 9 из 50 мест.
Александр Бурков вновь переизбран в Государственную Думу VI созыва. Свердловское отделение «Справедливой России» показало один из лучших результатов по стране — 24,7 % поддержали справороссов и Александра Буркова. В Екатеринбурге партия показала один из лучших результатов по всей России. Справороссы «взяли» 30,44 % на выборах в Законодательное Собрание и 27,3 % на выборах в Государственную Думу, набрав больше голосов, чем правящая партия «Единая Россия».
С 2013 года — секретарь Президиума партии «Справедливая Россия» по вопросам организации подготовки и проведения избирательных кампаний.

### Губернатор Омской области

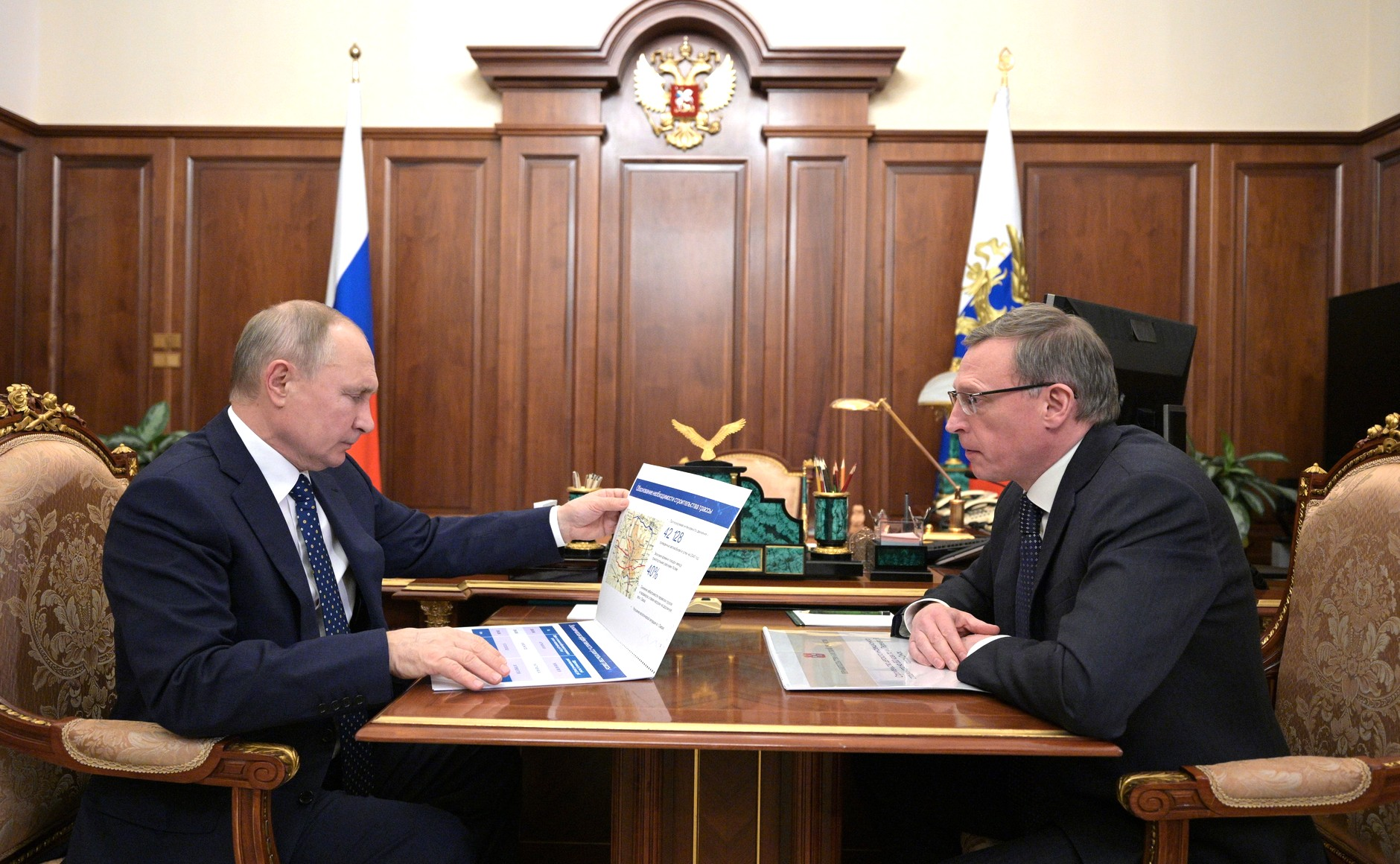
Рабочая встреча с
Владимиром Путиным (12 мая 2021)

9 октября 2017 года назначен временно исполняющим обязанности губернатора Омской области до вступления в должность губернатора, которого выберут в сентябре 2018 года. Освободившийся мандат депутата Госдумы был передан Дмитрию Ионину.
В ноябре 2017 года выдвинул своего кандидата в мэры — министра экономики Омской области Оксану Фадину.
10 сентября 2018 года на выборах губернатора Омской области набрал 82,56 % голосов избирателей. За него отдали свой голос 550232 жителя Омской области при явке в 44 %.
С 2 августа 2019 по 27 января 2020 — член президиума Государственного совета Российской Федерации.
29 марта 2023 года ушёл в отставку.

### После отставки с поста губернатора
В 2023 г. Александр Бурков занял должность заместителя генерального директора по персоналу концерна «Уралвагонзавод» (входит в госкорпорацию «Ростех»).

## Личная жизнь
Александр Бурков женат, у него есть сын Владимир.

## Компромат
После назначения Буркова исполняющим обязанности губернатора Омской области в СМИ появилась информация о судимости его брата. В 2014 году Октябрьский районный суд Екатеринбурга вынес приговор Виктору Леонидовичу Буркову, бывшему заместителю главы администрации Октябрьского района Екатеринбурга, который изначально обвинялся в вымогательстве взятки в крупном размере у представителей коммерческой фирмы. Позже обвинение было переквалифицировано с части 5 статьи 290 УК РФ («Вымогательство взятки в крупном размере») на статью 285 УК РФ («Злоупотребление должностными полномочиями»). Приговор был обвинительным: Бурков получил четыре года «условно», и ему было запрещено в течение четырёх лет работать в государственных структурах и органах местного самоуправления. По данным СМИ, уголовное дело было возбуждено для давления на брата, который баллотировался на пост главы Екатеринбурга. Александр Бурков называл дело брата сфабрикованным.
Неожиданную отставку Буркова с губернаторского поста связывают с накопившимися к нему претензиями экономического и управленческого характера.

## Санкции
30 ноября 2022 года, на фоне вторжения России на Украину, Великобритания внесла Буркова в санкционный список за «роль в оказании финансовой поддержки российским марионеточным администрациям в Украине». Ранее, в 2018 году, был внесён в санкционный список Украины, повторно внесён в с 2022 году за «поддержку политики РФ, направленной на проведение военных действий и геноцид гражданского населения в Украине».
24 февраля 2023 года США включили Буркова в санкционный список лиц причастных к «осуществлению российских операций и агрессии в отношении Украины, а также к незаконному управлению оккупированными украинскими территориями в интересах РФ», в частности за «призыв граждан на войну в Украине».
По аналогичным основаниям находится под санкциями Австралии и Новой Зеландии.

## Награды
- Орден Почёта (2023 год)[24].
- Медаль ордена «За заслуги перед Отечеством» II степени (12 июня 2013 года) — за большой вклад в развитие российского парламентаризма и активную законотворческую деятельность[25].
- Орден «Достык» II степени (13 мая 2022 года, Казахстан)[26].